# Podagrion dentatum
Podagrion dentatum is een vliesvleugelig insect uit de familie Torymidae. De wetenschappelijke naam is voor het eerst geldig gepubliceerd in 1911 door Strand.